# برايس بلان
برايس بلان (بالإنجليزية: Brice Blanc)‏ هو فارس أمريكي، ولد في 16 يناير 1973 في ليون في فرنسا.